# Вулиця Алчевських (Харків)
Ву́лиця Алче́вських — вулиця у центрі Харкова у Київському районі. Починається від вулиці Гіршмана і йде на північний схід до вулиці Весніна. Вулиця з одностороннім рухом, напрямок — від центру міста. Довжина 1700 м.

## Назва
Вулиця виникла у 1830 році та спочатку називалася Старокладовищенською, а потім просто Кладовищенською, оскільки вела до міського цвинтаря (нині Молодіжний парк). Перейменована 2 липня 1892 р. у Єпархіальну, оскільки у 1854 р. на території нинішнього студмістечка «Гігант» було відкрите Жіноче єпархіальне училище для жінок духовенства (будівлі частково збереглися). 21 жовтня 1922 р. — вулиця перейменована на Артемівську, а з 3 листопада 1922 р. вулиці було присвоєне ім'я радянського державного та партійного діяча Артема (Сергєєв Федір Андрійович; 1883—1921; у будинку, що знаходиться на початку вулиці, де зараз розташоване 2-е відділення зв'язку (тепер — вул. Чернишевська, 28/11), Артем у 1905 р. організував більшовицьку групу «Вперед»). У роки німецької окупації (1942—1943) відповідно до рішення Міськуправи від 7 вересня 1942 р. повернуто назву Єпархіальна. Після захоплення міста радянськими військами у 1943 р. знову стала вулицею Артема. 20 листопада 2015 р. згідно із законом про декомунізацію вулиця отримала ім'я родини Алчевських.
Сім'я Алчевських — родина з представників інтелігенції, просвітників, діячів культури та меценатів. Серед них: Олексій Алчевський, його дружина Христина Алчевська, їхні діти Дмитро, Григорій, Ганна, Микола, Іван, Христина.

## Будинки

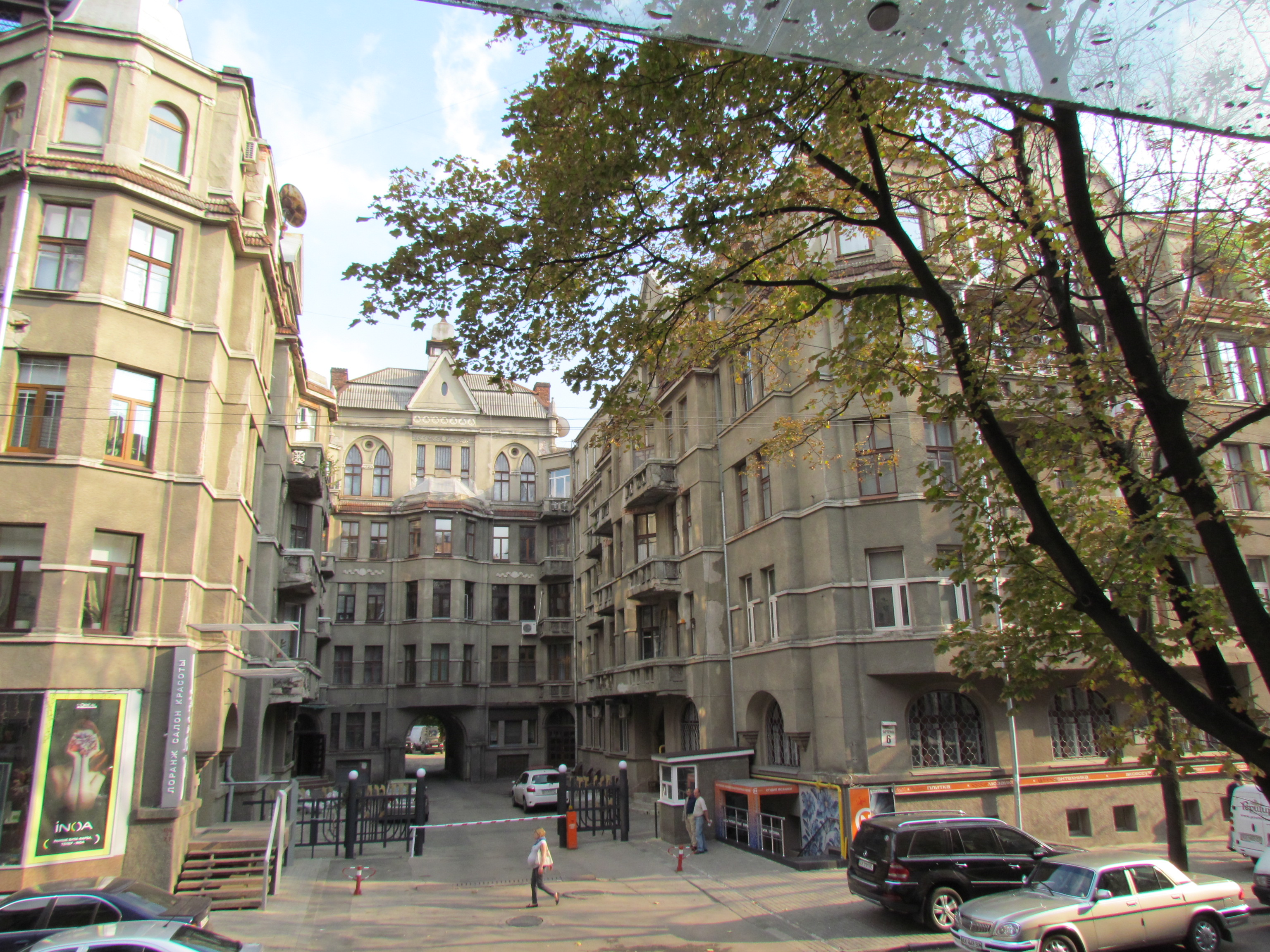
Будинок № 6 («Червоний банківець»)

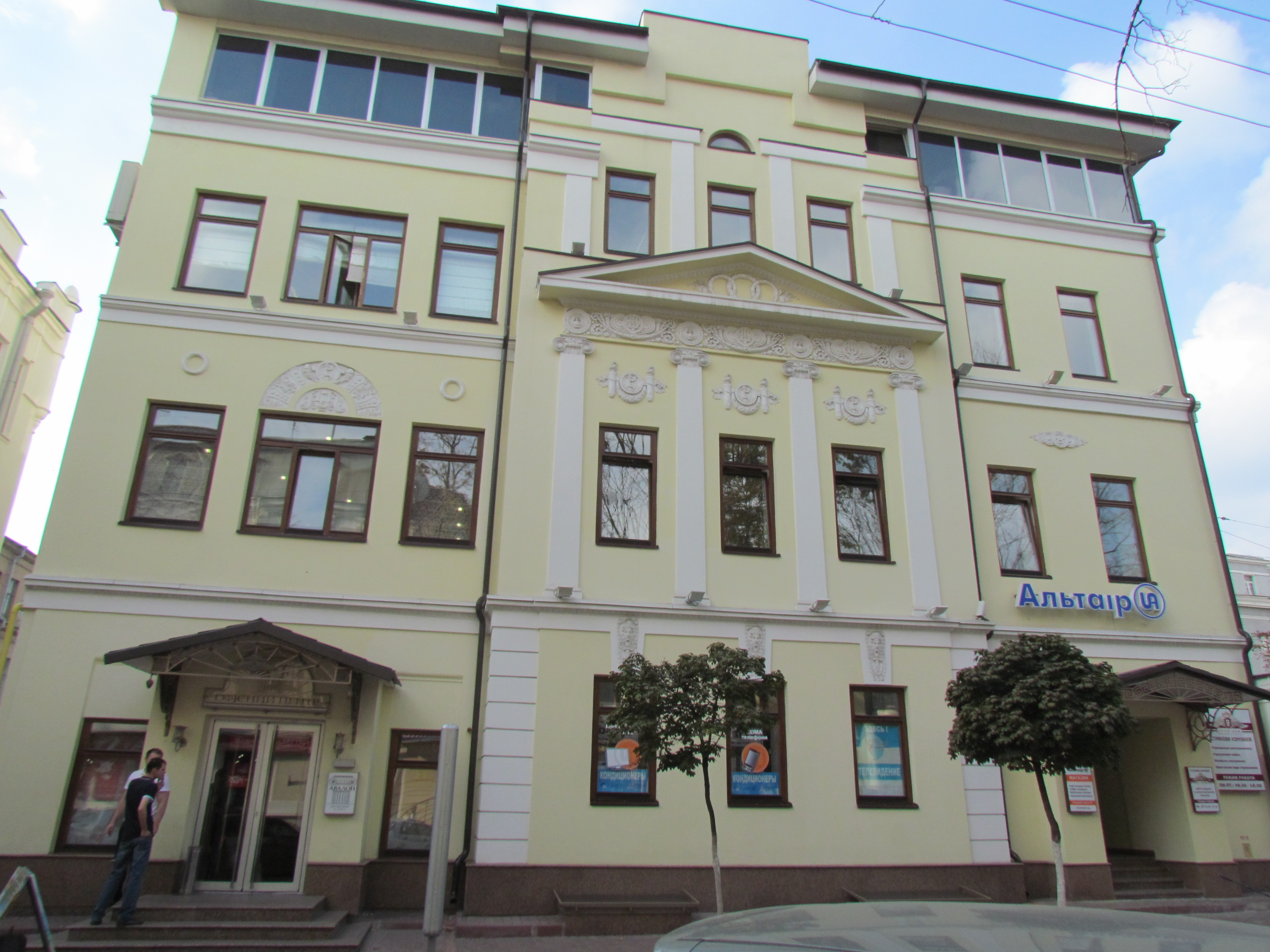
Будинок № 31

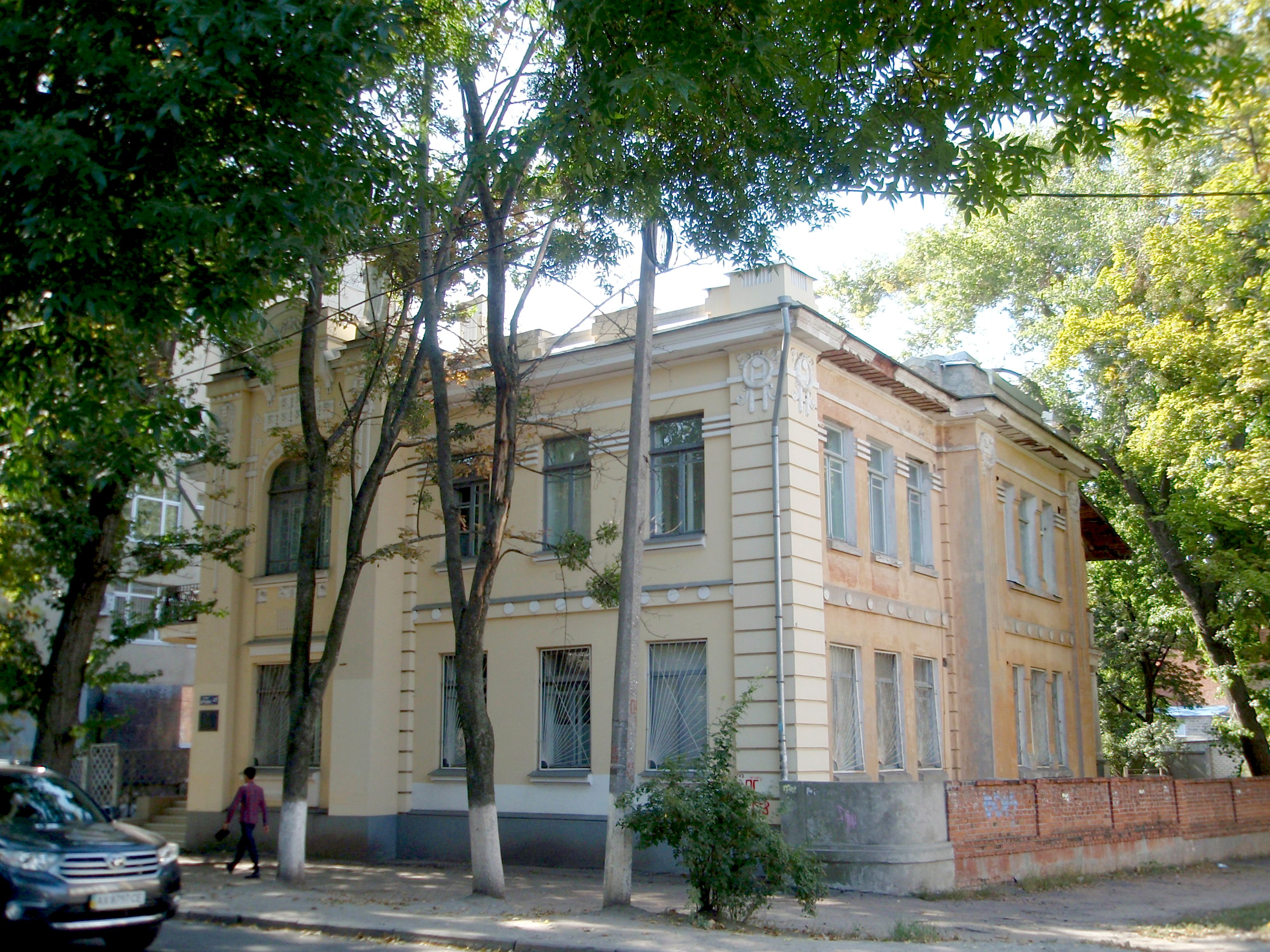
Будинок № 47. Особняк початку XX ст.

- Буд. № 6 — Пам'ятка архітектури Харкова, 5-поверховий секційний житловий будинок «Червоний банківець». Побудований у 1928 р. за проєктом архітектора Віктора Естровича. Призначався для співробітників Держбанку[4]. Фасад виконаний у стилі модерн з використанням елементів українського бароко[5]. У цьому будинку з 1971 по 1990 рр. жив видатний фізик Борис Вєркін.
- Буд. № 16 — Генеральне Консульство Республіки Польща у Харкові[6]
- Буд. № 23 — Колишній особняк Добровольської. Будинок, у якому в 1941—42 роках працював підпільний Харківський обком ЛКСМУ[7][8]. Пам'ятка історії.
- Буд. № 30 — Головний офіс Мегабанку.
- Буд. № 31 — Приватний особняк, побудований у 1912 р. за проєктом архітектора Віктора Величка і Ф. А. Кондратьєва. Сучасного вигляду будинок придбав після реконструкції флігеля старої садиби, під час якої було відтворено вигляд будівель початку XIX століття. Фасад прикрашений ліпними деталями у стилі московського ампіру. Фігури левів, що лежали на пілонах воріт, втрачено у роки радянської окупації[9]. В минулому Книжкова палата УРСР ім. Івана Федорова (до 1990 р.) У 2005 році будинок виключено зі списку пам'яток архітектури, а у 2010-х він був надбудований, через що історичний вигляд сильно спотворено[10][11]. Нині в ньому знаходиться банк.
- Буд. № 32 — Міський психоневрологічний диспансер № 3.[12] Пам. арх. поч. XX століття, арх. невідомий. Колишній житловий будинок.
- Буд. № 34 — Жилий будинок. Пам'ятник архітектури початку XX століття, арх. невідомий[7].
- Буд. № 40 — Особняк ватажка дворянства Акішева, середина XIX століття, архітектор невідомий[13][7]. Виключено зі списку пам'яток архітектури[14].
- Буд. № 47 — Особняк. Пам'ятник архітектури початку XX століття, архітектор невідомий[7].
- Буд. № 49 — Київський відділ поліції Головного управління Національної поліції в Харківській області.
- Буд. № 50 — Храм усікновення глави Іоана Предтечі, побудований за проєктом академіка архітектури Андрія Тона й О. Полякова у 1845 році, як цвинтарний[15]. З 1857 року використовується як парафіяльний. Пам'ятка архітектури[7].

## Наукові й освітні заклади
- Буд. № 10 — Інститут проблем ендокринної патології ім. В. Я. Данилевського НАМН України, в якому працювали Василь Данилевський і Єлизвета Приходькова[7][16]. Побудований у 1929 році за проєктом Віктора Естровича. Пам'ятка історії.
- Буд. № 29 — Харківський національний педагогічний університет імені Григорія Сковороди. Пам'ятник архітектури, колишній Селянський поземельний банк, побудований у 1914 році за проєктом архітектора Олександра Молокіна. Чотириповерхова будівля побудована в стилі модерн з використанням елементів готики. До асиметричного фасаду прибудовано з південної сторони крило, витримане в загальному стилі будинку (проєкт того ж автора).[5]
- Буд. № 43 — Харківська обласна бібліотека для дітей[17].
- Буд. № 44 — Державний біотехнологічний університет. Пам'ятник архітектури, колишній Комерційний інститут, споруджений у 1914—1916 рр. за проєктом архітектора Олексія Бекетова.Триповерховий будинок споруджено з використанням композиційних прийомів класицизму. У будівлі збереглися елементи первісного оформлення парадних приміщень, зокрема, розписи на античні теми (художник Іліодор Загоскін) у холі 3-го поверху.[18]
- Буд. № 55 — Середня школа № 36.

За перехрестям з вул. Олеся Гончара починається територія Національного університету цивільного захисту України (адреса університету — вул. Чернишевська, 94). З правого боку вул. Алчевських розташована навчальна пожежно-рятувальна частина з тренувальними будівлями та майданчиками.

## Парки та сквери

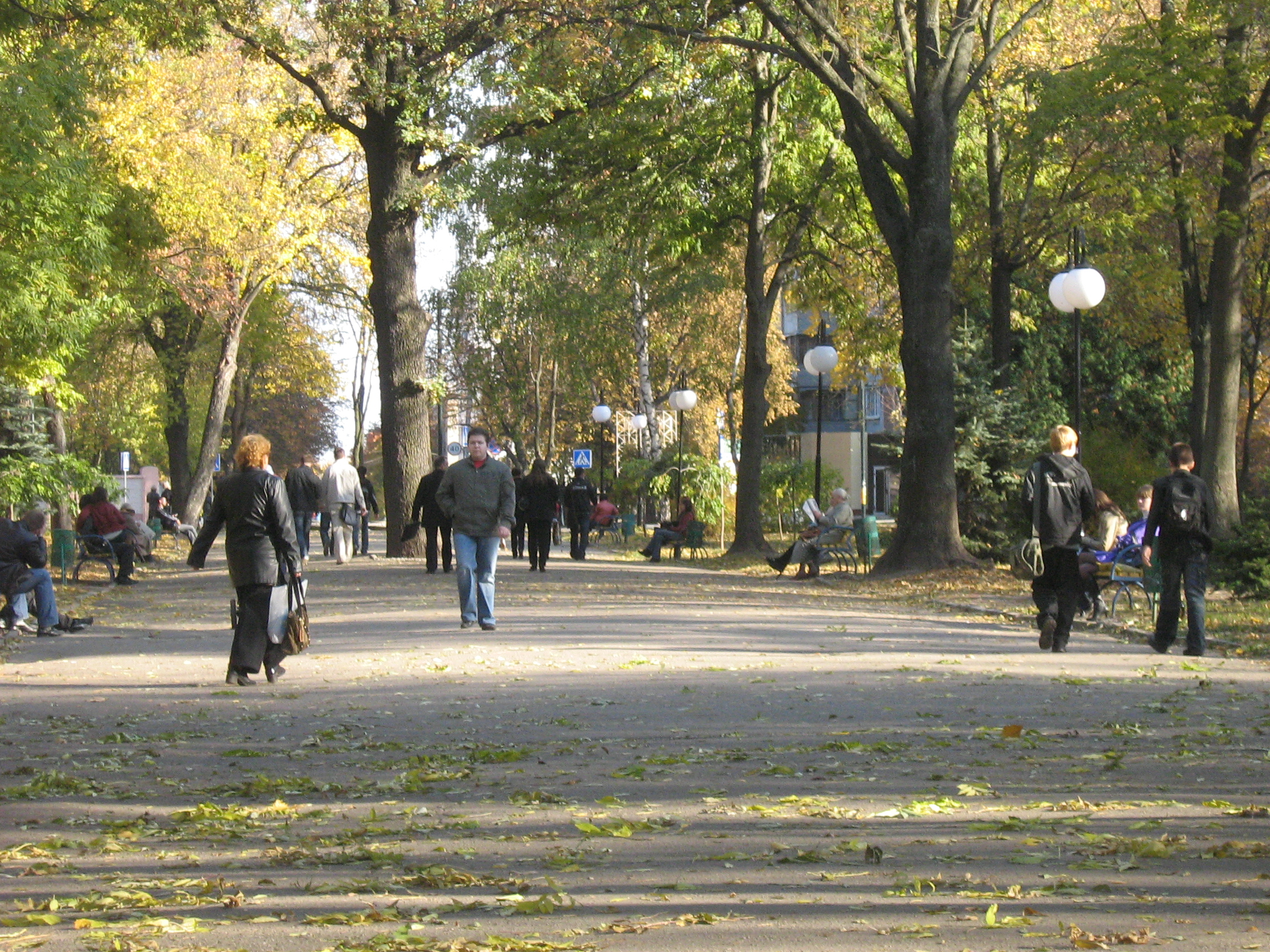
Центральна алея Молодіжного парку

Перед фасадом університету сільського господарства ім. Петра Василенка розташований сквер, в якому раніше стояв пам'ятник Артему. В ніч на 24 вересня 2014 р. пам'ятник був знесений невідомими особами.
З правого боку вулиці Алчевських розташований Молодіжний парк. Він розпланований на території колишнього Івано-Усікновенського кладовища, там і досі стоїть Храм усікновення глави Іоана Предтечі, збереглись могили відомих харків'ян, більша частина знесена. У парку також розташований спортивний комплекс «Політехнік» (ХПІ).
В кінці вулиці Алчевських, перед вулицею Весніна є невеликий сквер Партизанської слави, у якому встановлено стелу «Підпільникам і партизанам Харківщини». Ск. Д. Г. Сова, Я. І. Жуковська, арх. Е. Ю. Черкасов, А. О. Максименко, 1978 р.

## Пам'ятні дошки
На вулиці Алчевських встановлені пам'ятні дошки архітектору Віктору Естровичу, академіку Борису Вєркіну (будинок 6), на честь Міністерства освіти України та перших міністрів освіти (будинок 29), заслуженому майстру спорту, волейболісту Юрію Пояркову (будинок 29), конструктору танків, інженеру та співробітнику Харківського автомобільно-дорожнього інституту Абросимову Констянтину Пилиповичу (будинок 37), Нобелівському лауреатові Саймону Кузнецю (будинок 44), Олімпійській чемпіонці Марії Гороховській (будинок 43), протоієрею Тимофію Буткевичу на фасаді храму Усікновення глави Іоана Предтечі (будинок 50А).